# Cis testaceus
Cis testaceus es una especie de coleóptero de la familia Ciidae.

## Distribución geográfica
Habita en Sudáfrica.